# Rugby-League-Weltmeisterschaft 1954
Die erste Rugby-League-Weltmeisterschaft fand 1954 in Frankreich statt. An ihr nahmen vier Mannschaften teil. Die Initiative zu dieser Weltmeisterschaft ging von den Franzosen aus, die aufgrund einer Blockade ihres Vermögens durch die Rugby Union in finanziellen Schwierigkeiten waren. Im Finale gewann Großbritannien 16:12 gegen Frankreich.

## Mannschaften

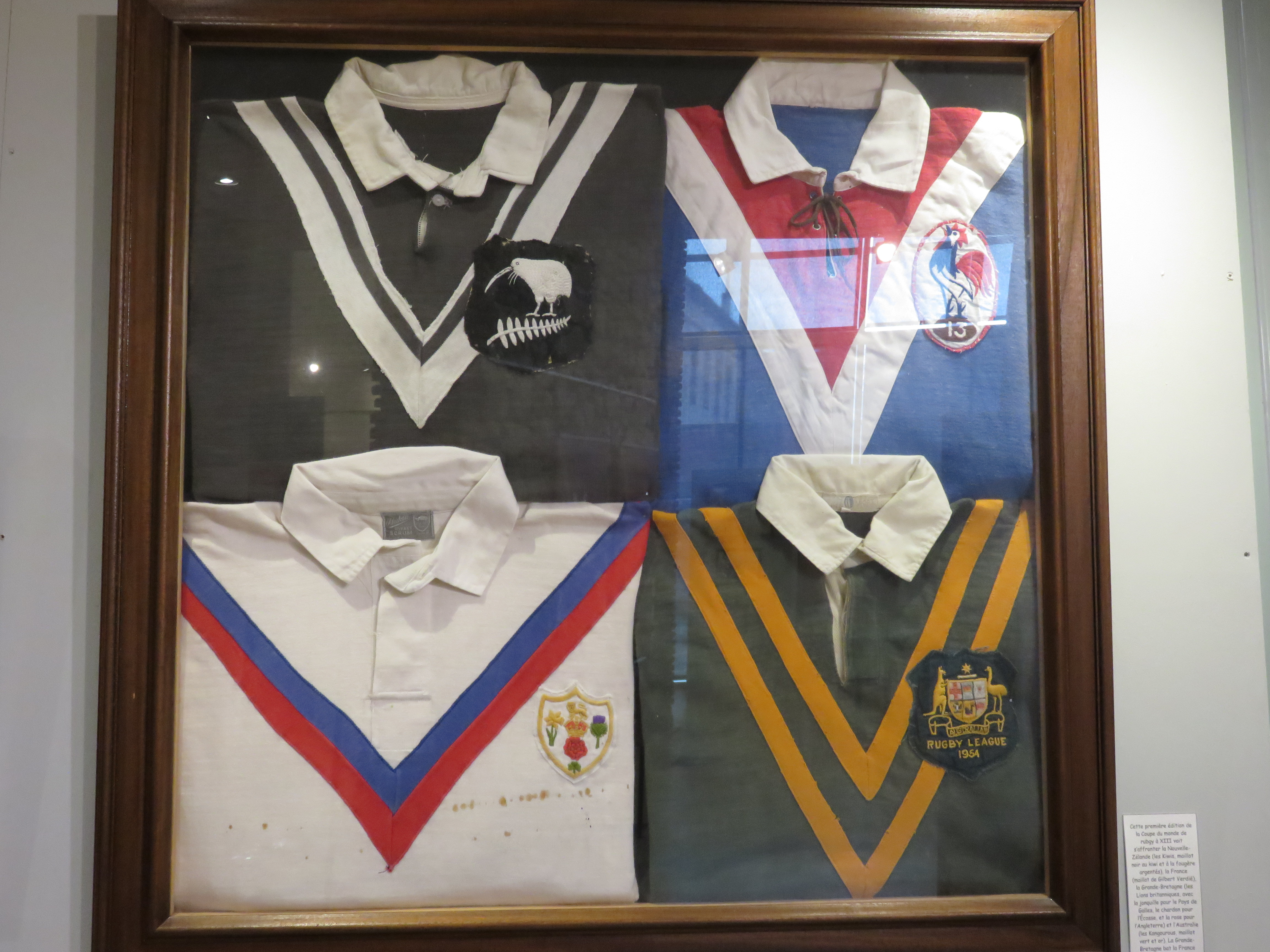
Trikots der Teams der Rugby-League-Weltmeisterschaft 1954

### Australien
- Trainer: Vic Hey

| Name            | Verein                     | Position                       |
| --------------- | -------------------------- | ------------------------------ |
| Clive Churchill | South Sydney Rabbitohs     | Schlussmann                    |
| Noel Pidding    | Maitland                   | Außendreiviertel               |
| Denis Flannery  | Ipswich Brothers           | Außendreiviertel               |
| Ian Moir        | South Sydney Rabbitohs     | Außendreiviertel               |
| Alex Watson     | Western Suburbs Panthers   | Innendreiviertel               |
| Harry Wells     | Wollongong                 | Innendreiviertel               |
| Greg Hawick     | South Sydney Rabbitohs     | Innendreiviertel, Gedrängehalb |
| Bob Banks       | Newtown (Toowoomba)        | Verbindungshalb                |
| Ken McCaffery   | Southern Suburbs Magpies   | Verbindungshalb                |
| Keith V. Holman | Western Suburbs Magpies    | Gedrängehalb                   |
| Ken H. Kearney  | St. George Dragons         | Hakler                         |
| Roy Bull        | Manly-Warringah Sea Eagles | Pfeiler                        |
| Duncan Hall     | Western Suburbs Panthers   | Pfeiler                        |
| Brian Davies    | Past Brothers              | Pfeiler, Zweite-Reihe-Stürmer  |
| Kel O’Shea      | Ayr                        | Zweite-Reihe-Stürmer           |
| Harold Crocker  | Parramatta Eels            | Zweite-Reihe-Stürmer           |
| Norm Provan     | St. George Dragons         | Zweite-Reihe-Stürmer           |
| Peter Diversi   | North Sydney Bears         | Dritte-Reihe-Stürmer           |

### Frankreich
- Trainer: Jean Duhau, Rene Duffort

| Name               | Position                           |
| ------------------ | ---------------------------------- |
| Puig Aubert        | Schlussmann                        |
| Vincent Cantoni    | Außendreiviertel                   |
| Raymond Contrastin | Außendreiviertel                   |
| Claude Teissiere   | Innendreiviertel, Gedrängehalb     |
| Jacques Merquey    | Innendreiviertel                   |
| Antoine Jiminez    | Verbindungshalb, Innendreiviertel  |
| Gilbert Benausse   | Verbindungshalb                    |
| Jean Crespo        | Gedrängehalb, Dritte-Reihe-Stürmer |
| Jean Audobert      | Hakler                             |
| Joseph Krawzyck    | Pfeiler                            |
| Francois Rinaldi   | Pfeiler                            |
| Armand Save        | Zweite-Reihe-Stürmer               |
| Guy Delaye         | Zweite-Reihe-Stürmer               |
| Jean Pambrun       | Zweite-Reihe-Stürmer               |
| Gilbert Verdier    | Dritte-Reihe-Stürmer               |
| Roger Guilheim     | Dritte-Reihe-Stürmer               |

### Großbritannien
- Trainer: G. Shaw

| Name            | Verein            | Position                           |
| --------------- | ----------------- | ---------------------------------- |
| Jimmy Ledgard   | Leigh             | Schlussmann                        |
| David Rose      | Leeds             | Außendreiviertel                   |
| Frank Kitchen   | Leigh             | Außendreiviertel                   |
| Mick Sullivan   | Huddersfield      | Außendreiviertel, Innendreiviertel |
| Phil Jackson    | Barrow            | Innendreiviertel                   |
| Albert Naughton | Warrington        | Innendreiviertel                   |
| Gordon Brown    | Leeds             | Verbindungshalb                    |
| Gerry Helme     | Warrington        | Gedrängehalb                       |
| Sam Smith       | Hunslet           | Hakler                             |
| John Thorley    | Halifax           | Pfeiler                            |
| Robin Coverdale | Hull FC           | Pfeiler                            |
| Basil Watts     | York              | Zweite-Reihe-Stürmer               |
| Don Robinson    | Wakefield Trinity | Zweite-Reihe-Stürmer               |
| Dave Valentine  | Huddersfield      | Dritte-Reihe-Stürmer               |

### Neuseeland
- Manager: Tom McKenzie (West Coast)
- Trainer: Jim Amos (Canterbury)

| Name                  | Region     | Position             |
| --------------------- | ---------- | -------------------- |
| Doug Anderson         | Auckland   | Schlussmann          |
| Jimmy Edwards         | Auckland   | Hintermannschaft     |
| Neville Denton        | Auckland   | Hintermannschaft     |
| Jim Austin            | Auckland   | Hintermannschaft     |
| Ron McKay             | Taranaki   | Hintermannschaft     |
| Cyril Eastlake        | Auckland   | Hintermannschaft     |
| Bill Sorensen         | Auckland   | Verbindungshalb      |
| George Menzies        | West Coast | Verbindungshalb      |
| Len Eriksen           | Auckland   | Gedrängehalb         |
| Lory Blanchard        | Canterbury | Hakler               |
| John Bond             | Canterbury | Pfeiler              |
| Cliff Johnson         | Auckland   | Pfeiler              |
| Bill McLennan         | West Coast | Pfeiler              |
| Jock Butterfield      | Canterbury | Zweite-Reihe-Stürmer |
| George McDonald       | Waikato    | Zweite-Reihe-Stürmer |
| John Yates            | Auckland   | Zweite-Reihe-Stürmer |
| Alister Atkinson (vc) | Canterbury | Dritte-Reihe-Stürmer |
| Ian Grey              | Auckland   | Dritte-Reihe-Stürmer |

## Schiedsrichter
- Charles Appleton
- René Guidicelli

## Ergebnisse

### Erste Runde
| 30. Oktober | Frankreich     | 22 : 13 | Neuseeland | Prinzenparkstadion, Paris Zuschauer: 13.240 Schiedsrichter: Charles Appleton |
| 30. Oktober | (12:8) Bericht |         |            | Prinzenparkstadion, Paris Zuschauer: 13.240 Schiedsrichter: Charles Appleton |

| 31. Oktober | Australien     | 13 : 28 | Vereinigtes Königreich | Stade de Gerland, Lyon Zuschauer: 10.250 Schiedsrichter: René Guidicelli |
| 31. Oktober | (5:12) Bericht |         |                        | Stade de Gerland, Lyon Zuschauer: 10.250 Schiedsrichter: René Guidicelli |

### Zweite Runde
| 7. November | Australien     | 34 : 15 | Neuseeland | Stade Vélodrome, Marseille Zuschauer: 20.000 Schiedsrichter: René Guidicelli |
| 7. November | (16:2) Bericht |         |            | Stade Vélodrome, Marseille Zuschauer: 20.000 Schiedsrichter: René Guidicelli |

| 7. November | Frankreich    | 13 : 13 | Vereinigtes Königreich | Stade Municipal, Toulouse Zuschauer: 37.471 Schiedsrichter: Charles Appleton |
| 7. November | (7:8) Bericht |         |                        | Stade Municipal, Toulouse Zuschauer: 37.471 Schiedsrichter: Charles Appleton |

### Dritte Runde
| 11. November | Frankreich     | 15 : 5 | Australien | Stade Marcel-Saupin, Nantes Zuschauer: 13.000 Schiedsrichter: Charles Appleton |
| 11. November | (10:5) Bericht |        |            | Stade Marcel-Saupin, Nantes Zuschauer: 13.000 Schiedsrichter: Charles Appleton |

| 11. November | Vereinigtes Königreich | 26 : 6 | Neuseeland | Stade Municipal Bordeaux, Bordeaux Zuschauer: 14.000 Schiedsrichter: René Guidicelli |
| 11. November | (11:6) Bericht         |        |            | Stade Municipal Bordeaux, Bordeaux Zuschauer: 14.000 Schiedsrichter: René Guidicelli |

### Abschlusstabelle
| Platz | Mannschaft             | Spiele | G' | U | V | P+ | P- | Diff. | Punkte |
| ----- | ---------------------- | ------ | -- | - | - | -- | -- | ----- | ------ |
| 1     | Vereinigtes Königreich | 3      | 2  | 1 | 0 | 67 | 32 | +35   | 5      |
| 2     | Frankreich             | 3      | 2  | 1 | 0 | 50 | 31 | +19   | 5      |
| 3     | Australien             | 3      | 1  | 0 | 2 | 52 | 58 | −6    | 2      |
| 4     | Neuseeland             | 3      | 0  | 0 | 3 | 34 | 82 | −48   | 0      |

### Finale
| 13. November | Frankreich    | 12 : 16 | Vereinigtes Königreich | Prinzenparkstadion, Paris Zuschauer: 30.368 Schiedsrichter: Charles Appleton |
| 13. November | (4:8) Bericht |         |                        | Prinzenparkstadion, Paris Zuschauer: 30.368 Schiedsrichter: Charles Appleton |